# Maison Guy et Sablier
La maison Guy et Sablier est située à Montluçon (France).

## Localisation
La maison est située sur la commune de Montluçon, au 3 place Saint-Pierre, dans le département de l'Allier, en région Auvergne-Rhône-Alpes.

## Description
Maison de la fin du XVe siècle, avec un rez-de-chaussée en pierre et un premier étage en bois. Poteaux et sablières moulurés. Pignon agrémenté de deux aisseliers courbes, d'un faux entait et d'un poinçon. Les espaces triangulaires compris entre ces différentes pièces et la première ferme de la charpente sont trilobés. De petits motifs de bois polylobés décorent les aisseliers. Le poteau cornier porte une niche ornée d'accolades et de fleurons.

## Historique
Maison bourgeoise, située en vis-à-vis du portail principal de l'église Saint-Pierre et de la maison des douze apôtres. En 1649, elle appartenait à Nicolas Guy et à Olivier Sablier, membres d’anciennes familles locales de médecins et d’apothicaires.
Elle est inscrite au titre des monuments historiques par arrêté du 27 septembre 2006.

## Galerie

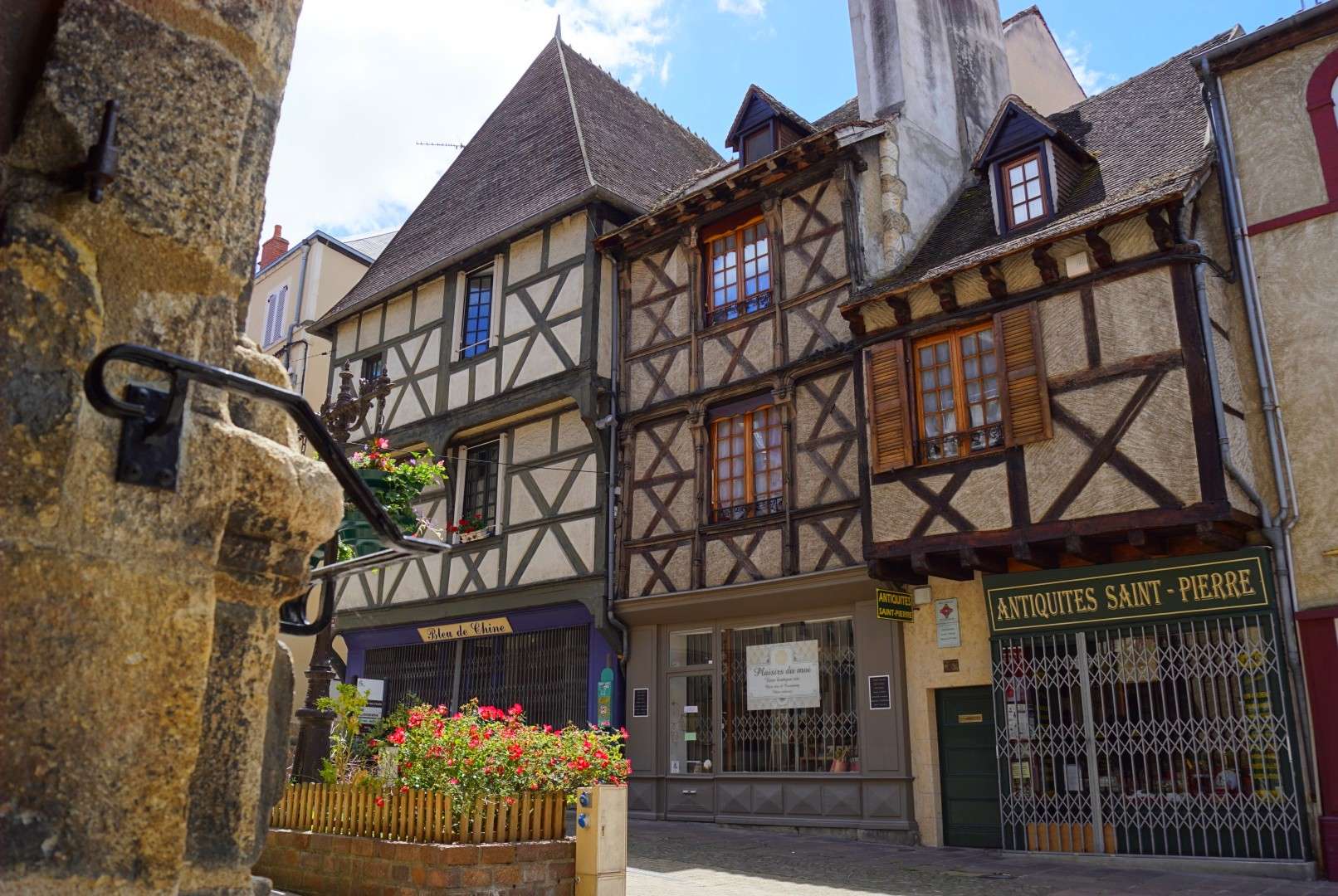
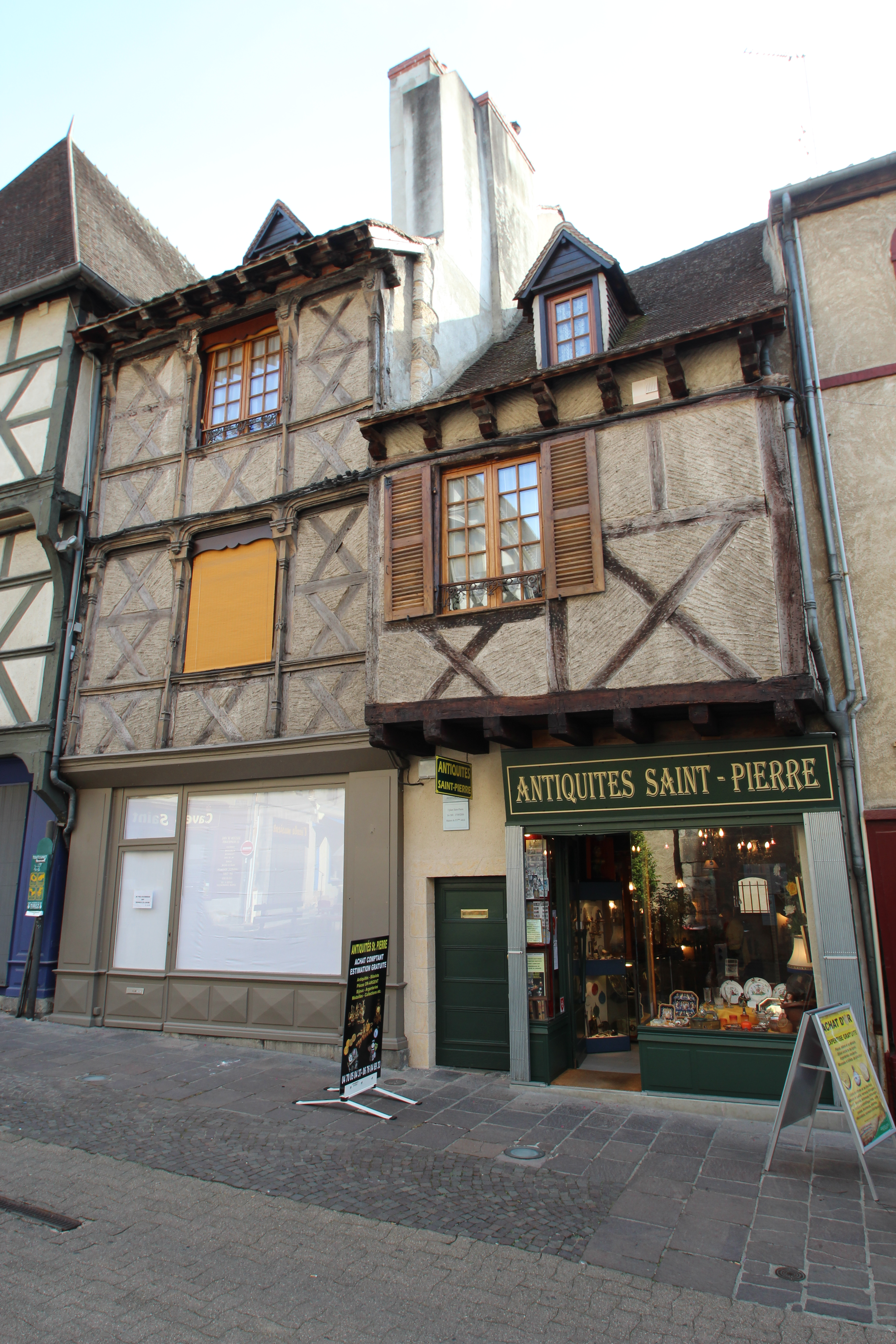
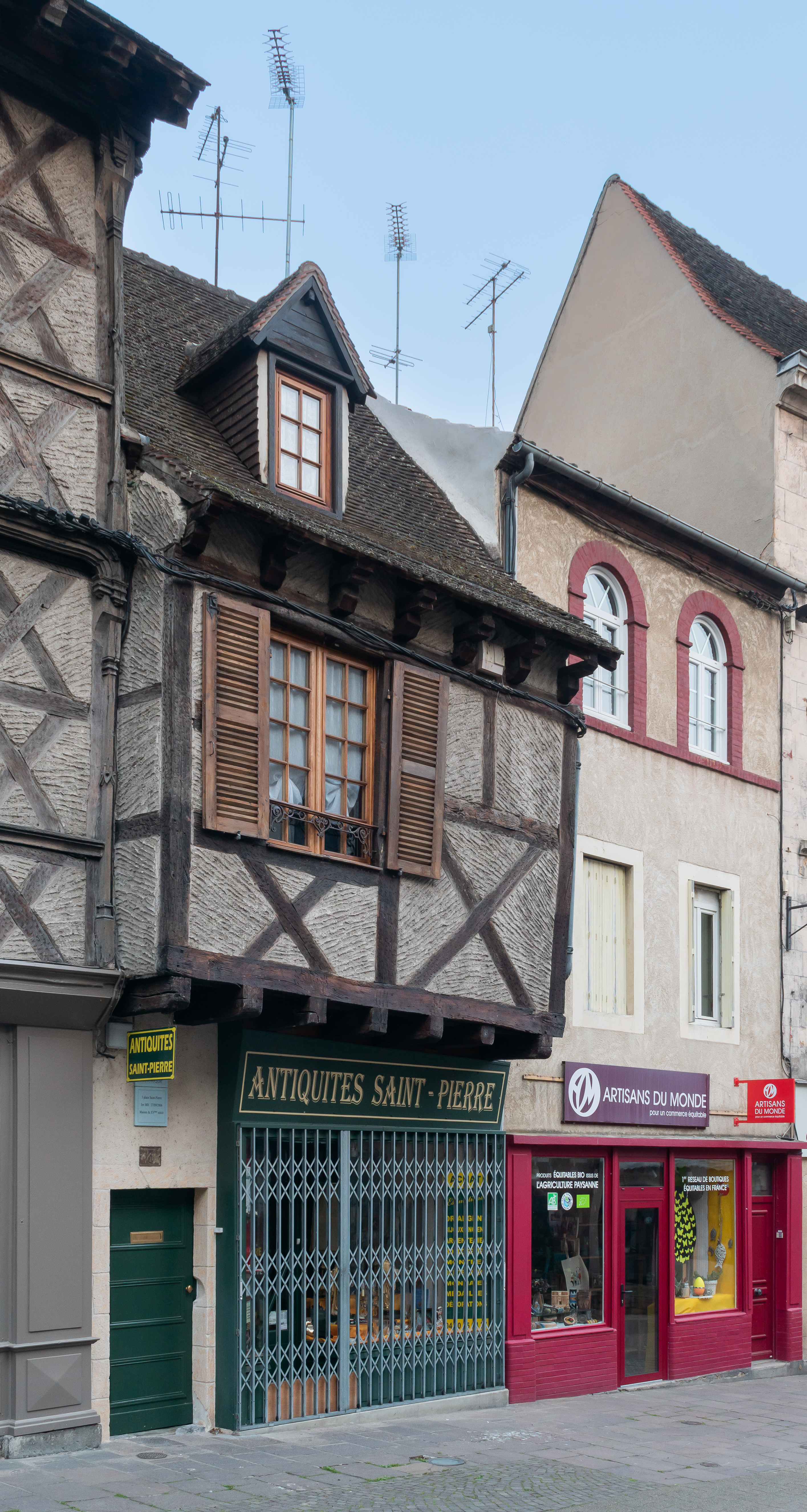